# Ladislav Švehla
Ladislav Švehla (fl. XX secolo) è stato un pallanuotista cecoslovacco, che ha partecipato ai Giochi di Amsterdam 1928.